# Lannonita
La lannonita és un mineral de la classe dels sulfats. Anomenada així per S.A. Williams i F.P. Cesbron l'any 1983 en honor de Dan Lannon.

## Classificació
Segons la classificació de Nickel-Strunz, la lannonita pertany a «07.DF - Sulfats (selenats, etc.) amb anions addicionals, amb H₂O, amb cations de mida mitjana i grans» juntament amb els següents minerals: uklonskovita, caïnita, natrocalcita, metasideronatrita, sideronatrita, despujolsita, fleischerita, schaurteïta, mallestigita, slavikita, metavoltina, peretaïta, vlodavetsita, gordaïta, clairita, arzrunita, elyita, yecoraïta, riomarinaïta, dukeïta i xocolatlita.

## Característiques
La lannonita és un sulfat de fórmula química Mg₂Ca₄Al₄(SO₄)₈F₈·24H₂O. Cristal·litza en el sistema tetragonal. La seva duresa a l'escala de Mohs és 2. Acostuma a formar nòduls compostos per innumerables plaques quadrades d'entre 10 i 20 micres. És insoluble en aigua però no en àcids.

## Formació i jaciments
És un mineral que es forma després de l'activitat minera en dipòsits que contenen sulfurs oxidables i minerals que contenen fluor. S'ha descrit a Alemanya i a Nou Mèxic (EUA).